# 感じるジャッカル
『感じるジャッカル - SENSITIVE JACKAL』（かんじるジャッカル）は、2001年10月8日から2002年9月9日までフジテレビで放送されたコントバラエティ番組である。

## 概要
スタッフ陣も含めて笑う犬シリーズの延長線上にあった番組である。本家の笑う犬側でも、笑う犬メンバーと共に「感じるジャッカル」のコントを行う特別編があった。
30分枠時代はトークはエンディング、企画はシャカ大熊の長渕剛のマネによるライブ程度で、全編ほぼコント構成されていた。しかし60分枠になると、他の番組と競わせる枠という特性上、生き残りがかかり、時間帯昇格などを意識したような企画モノが全体の半分を占めるようになっていた。
番組終了に関しては、構成作家として入っていた宮藤官九郎が、自身の関わる大人計画のサイトでの質問コーナーで、反対に疑問を投げかけるほどだったが、最終回で長井秀和が自虐的に言っていたように、同時期に放送されていた『はねるのトびら』の人気の影に隠れる形となった。
オープニング曲にアル・クーパーの「Jolie」を使用。メンバーとともにシーナ&ロケッツのシーナとその娘鮎川陽子が踊る模様が使用されていた。

## 出演者

### レギュラー
- ホーム・チーム（檜山豊・与座嘉秋）（初回 - 2002年9月9日）
- シャカ（植松俊介・大熊ひろたか）（初回 - 2002年9月9日）
- 中川家（中川剛・中川礼二）（初回 - 2002年9月9日）
- 堀越のり（初回 - 2002年9月9日）
- 相沢真紀（初回 - 2002年9月9日）
- 長井秀和（2002年4月 - 2002年9月9日）

## 歴史
- 2001年10月8日放送開始。毎週月曜の24時55分より30分間放送。『はねるのトびら』の直前の時間帯に放送されていた。
- 2002年4月より『NEW GENERATION』枠（月曜深夜・60分）放送番組の一つとして、5週に1回のペースで放送される。他の番組は『はねるのトびら』、『ワンナイR&B』、『BACK-UP!』、『トーキョープラズマボーイズ』。
- 2002年8月7日にポニーキャニオンよりDVD・ビデオが発売された。
- 2002年9月9日放送終了。
- 2009年7月18日よりCS放送フジテレビTWOで再放送。

## ネタとキャラクター
ネタとキャラクター名（）は作家。出演者が書いたもののみ記載。
- ジャッカモニ（各出演者）
当時人気だったミニモニのパロディ。ミニモニのような出で立ちの出演者が一言ネタをする。
- ダイヤモンド牛山（大熊）
本来シャカ大熊の持ちネタ。『北斗の拳』のキャラクターのようなコスチュームとモヒカン頭、ムチを片手にで物相手にSMプレー的なツッコミを入れていく。ネタの最後には「フォォー！」と絶叫。
- ゾル夫とゲル子
ゾル夫（中川家礼二）と謎の女性ゲル子（ホームチーム与座）のシュールコント。ゾル夫の正体は会社社長で、部下のホームチーム檜山を不思議な世界へ巻き込んでゆく。最終回でゾル夫とゲル子は見事結婚。
- パニックマン（檜山/剛）
中川家剛がパニック障害の経験に基づき？書いたネタ。敵の音符星人（シャカ、檜山）に気を遣わせ、助ける対象には突っ込まれてしまい、パニックに陥ってしまう。
- イヤーン空手（大熊）
本来はシャカの持ちネタ。「イヤーン、イヤーン、イヤンイヤン」のかけ声で一言ネタ連発。最後は植松が竹刀で叩かれるなど酷い目にあうが、一度瓦割りに成功し周囲はもとより、本人達も驚いていた。
- LOVE天使
中川家礼二、シャカが扮するLOVE天使が「デキそうでデキない」訳ありカップル（中川家剛、相沢真紀）を、少子化に歯止めをかけるという大義名分でHに導こうとする。
- タンクトップス
シャカ植松とホームチーム与座の寒いネタが持ち味のお笑いコンビのネタ。いつもタンクトップ（というよりランニング）に短パン姿で、決め台詞は「笑えば暑いぜ、ターンクトップス！」。
- トリオ・ザ・カンフー
ジャッキー（ホームチーム与座）、ユンピョウ（シャカ植松）のボケと、ツッコミのサモハン（中川家礼二）による漫才。
- バイオコップ
ゲームバイオハザードのパロディ。本来は長井の持ちネタでパントマイム仕込みの動きが評判だった。
- ブルーライト予備校
中川家礼二が講師役を演じて人気だったコーナー。礼二はネタの最後に生徒役の中川家剛から恥ずかしい過去を暴露される（例:「最近離婚した」「兄貴（剛）に（礼二が当時付き合っていた）彼女を取られた」など）事がお決まりとなっていた。

## スタッフ
- 構成：高橋洋二、長谷川朝二、渡辺鐘、宮藤官九郎、天野慎也、田中大祐、シャカ、中川家、ホーム・チーム
- 振り付け：八反田リコ
- 美術制作：行武直高
- デザイン：鈴木賢太
- 美術進行：楫野淳司、堀部信行
- 大道具：長沼佳孝
- 装飾：太田博之
- アクリル装飾：児玉希生
- 持道具：山田裕紀
- 衣裳：星野恵美
- メイク：平岡将平
- かつら：中野奈緒
- タイトル：岩崎光明
- SW：小川利行
- カメラ：宮崎健司
- 映像：高木稔
- 音声：石井俊二
- 照明：安藤雅夫
- 編集：太田友康
- MA：指田高史
- 音響効果：田中寿一・石崎野乃（J-WORKS）
- TK：菅原洋子、山口奈保美
- AP：朝妻一
- ディレクター：原武範、藪木健太郎
- 演出：北沢建一
- プロデューサー : 吉田正樹、高橋正秀、小松純也
- 技術協力：ニユーテレス、FLT、IMAGICA、J-WORKS
- 制作協力：マセキ芸能社、吉本興業、ワタナベエンターテインメント
- 制作：フジテレビ制作2部（現:フジテレビバラエティ制作センター）
- 制作著作：フジテレビ